# Molla Mallory
Anna Margrethe "Molla" Bjurstedt Mallory, nascuda Anna Margrethe Bjurstedt (Mosvik, Noruega, 6 de març de 1884 − Estocolm, Suècia, 22 de novembre de 1959) fou una tennista noruega, nacionalitzada estatunidenca, que va guanyar l'U.S. Championships en vuit ocasions i també d'una medalla de bronze olímpica als Jocs Olímpics d'Estocolm de 1912.

## Biografia
Molla Bjurstedt es va casar als 36 anys amb el corredor de borsa Franklin Mallory, del qual va adoptar el cognom de casada.
L'any 1916 va escriure un llibre Tennis for Women amb la col·laboració del periodista Samuel Crowther. Va ser inclosa en el International Tennis Hall of Fame el 1958.

## Carrera esportiva
Malgrat haver guanyat una medalla de bronze olímpica per Noruega en els Jocs Olímpics d'Estocolm 1912, quan es va traslladar a Nova York era totalment desconeguda en aquest país i hagué de començar a treballar com a massatgista l'any 1915. Aquest mateix any ja va participar en el U.S. Indoor Championships, i sent poc coneguda va superar la defensora del títol Marie Wagner. Ràpidament va demostrar la seva competitivitat i duresa dins la pista que la van convertir en una campiona.
Un dels partits més importants de la seva carrera fou l'any 1921 en la disputa de la segona ronda del U.S. National Championships contra Suzanne Lenglen. La mítica tennista francesa viatjava per primera vegada als Estats Units per disputar aquest torneig però no va arribar en les millors condicions físiques i de salut a causa del llarg viatge. A mitjans del primer set, Lenglen va començar a tossir i després de perdre el primer set va anunciar la seva retirada amb llàgrimes als ulls perquè es trobava malalta i marejada. La USTA va acusar Lenglen de fingir la malaltia malgrat que a la tennista francesa se li va diagnosticar tos ferina. L'any següent, Mallory va viatjar al Regne Unit per disputar el torneig de Wimbledon i es va classificar per la final contra Lenglen, la qual es va venjar per un 6-2, 6-0 en només 26 minuts, la final de Grand Slam més curta de la història. Com que Mallory vivia als Estats Units i que Lenglen ja no va voler tornar als Estats Units degut al tracta que va rebre anteriorment, les dues tennistes més importants de l'època es van poder enfrontar en comptades ocasions, tot i que el domini fou clar per la francesa.
Mallory va guanyar el U.S. National Championships un total de vuit ocasions en les seves quinze participacions, la darrera vegada amb 42 anys l'any 1926. Mallory és junt a Chris Evert, les dues úniques tennistes que han guanyat aquest torneig en quatre ocasions consecutives.

## Torneigs de Grand Slam

### Individual: 11 (8−3)
| Resultat   | Núm. | Any  | Torneig                                              | Oponent                  | Marcador      |
| ---------- | ---- | ---- | ---------------------------------------------------- | ------------------------ | ------------- |
| Guanyadora | 1.   | 1915 | U.S. National Championships, Nova York, Estats Units | Hazel Hotchkiss Wightman | 4−6, 6−2, 6−0 |
| Guanyadora | 2.   | 1916 | U.S. National Championships (2)                      | Louise Hammond Raymond   | 6−0, 6−1      |
| Guanyadora | 3.   | 1917 | U.S. National Championships (3)                      | Marion Vanderhoef        | 4−6, 6−0, 6−2 |
| Guanyadora | 4.   | 1918 | U.S. National Championships (4)                      | Eleanor Goss             | 6−4, 6−3      |
| Guanyadora | 5.   | 1920 | U.S. National Championships (5)                      | Marion Zinderstein       | 6−4, 6−3      |
| Guanyadora | 6.   | 1921 | U.S. National Championships (6)                      | Mary Browne              | 4−6, 6−4, 6−2 |
| Finalista  | 1.   | 1922 | Wimbledon, Londres, Regne Unit                       | Suzanne Lenglen          | 2−6, 0−6      |
| Guanyadora | 7.   | 1922 | U.S. National Championships (7)                      | Helen Wills              | 6−3, 6−1      |
| Finalista  | 2.   | 1923 | U.S. National Championships                          | Helen Wills              | 2−6, 1−6      |
| Finalista  | 3.   | 1924 | U.S. National Championships (2)                      | Helen Wills              | 1−6, 3−6      |
| Guanyadora | 8.   | 1926 | U.S. National Championships (8)                      | Elizabeth Ryan           | 4−6, 6−4, 9−7 |

### Dobles: 4 (2−2)
| Resultat   | Núm. | Any  | Torneig                                              | Parella         | Oponents                              | Marcador       |
| ---------- | ---- | ---- | ---------------------------------------------------- | --------------- | ------------------------------------- | -------------- |
| Guanyadora | 1.   | 1916 | U.S. National Championships, Nova York, Estats Units | Eleonora Sears  | Hammond Raymond Edna Wildey           | 4−6, 6−2, 10−8 |
| Guanyadora | 2.   | 1917 | U.S. National Championships (2)                      | Eleonora Sears  | Phyllis Walsh Grace Moore LeRoy       | 6−2, 6−4       |
| Finalista  | 1.   | 1918 | U.S. National Championships                          | Anna Rogge      | Eleanor Goss Marion Zinderstein       | 5−7, 6−8       |
| Finalista  | 2.   | 1922 | U.S. National Championships (2)                      | Edith Sigourney | Helen Wills Marion Zinderstein Jessup | 4−6, 9−7, 3−6  |

### Dobles mixts: 8 (3−5)
| Resultat   | Núm. | Any  | Torneig                                              | Parella        | Oponents                                 | Marcador        |
| ---------- | ---- | ---- | ---------------------------------------------------- | -------------- | ---------------------------------------- | --------------- |
| Finalista  | 1.   | 1915 | U.S. National Championships, Nova York, Estats Units | Irving Wright  | Hazel Hotchkiss Wightman Harry Johnson   | 0−6, 1−6        |
| Guanyadora | 1.   | 1917 | U.S. National Championships                          | Irving Wright  | Florence Ballin Bill Tilden              | 10−12, 6−1, 6−3 |
| Finalista  | 2.   | 1918 | U.S. National Championships (2)                      | Fred Alexander | Hazel Hotchkiss Wightman Irving Wright   | 2−6, 3−6        |
| Finalista  | 3.   | 1920 | U.S. National Championships (3)                      | Craig Biddle   | Hazel Hotchkiss Wightman Wallace Johnson | 4−6, 3−6        |
| Finalista  | 4.   | 1921 | U.S. National Championships (4)                      | Bill Tilden    | Mary Browne Bill Johnston                | 6−3, 4−6, 3−6   |
| Guanyadora | 2.   | 1922 | U.S. National Championships (2)                      | Bill Tilden    | Helen Wills Howard Kinsey                | 6−4, 6−3        |
| Guanyadora | 3.   | 1923 | U.S. National Championships (3)                      | Bill Tilden    | Kitty McKane John Hawkes                 | 6−3, 2−6, 10−8  |
| Finalista  | 5.   | 1924 | U.S. National Championships (5)                      | Bill Tilden    | Helen Wills Vincent Richardson           | 8−6, 5−7, 0−6   |

## Jocs Olímpics

### Individual
| Any  | Campionat                       | Oponent       | Resultat |
| ---- | ------------------------------- | ------------- | -------- |
| 1912 | Jocs Olímpics, Estocolm, Suècia | Edith Arnheim | 6−2, 6−2 |